# Teucholabis ludicra
Teucholabis ludicra är en tvåvingeart som beskrevs av Alexander 1949. Teucholabis ludicra ingår i släktet Teucholabis och familjen småharkrankar.
Artens utbredningsområde är Peru. Inga underarter finns listade i Catalogue of Life.